# Rehoboth (Massachusetts)
Pour les articles homonymes, voir Rehoboth.
Rehoboth est une ville des États-Unis située dans le Massachusetts, comté de Bristol, dont la population s'élève à 10 172 habitants d'après le recensement de 2000. La ville passe pour être le berceau de l'enseignement public en Amérique du Nord.